# 小黃星弄蝶
小黃星弄蝶（学名：Ampittia dioscorides），是一種弄蝶科的蝴蝶。本種在中國、台灣、中南半島、婆羅洲、蘇門答臘和爪哇島都有紀錄。本種是台灣的弄蝶科中體型最小的一種弄蝶，又稱「小黃斑弄蝶」。幼蟲目前在台灣已知以李氏禾為寄主植物，因為寄主植物分佈的關係，小黃星弄蝶會出沒的地點也比較特殊，主要分佈在台灣平地到低海拔的淡水性溼地或濕性草原附近，成蟲會在寄主植物附近活動，喜好訪花，一般的山地森林反而不見其蹤跡。

## 特徵
背面是黑褐色，腹面是黃色，展翅寬大約是2~2.2公分。雄蝶前翅有線狀性標，前翅有明顯的橙黃色斑面積超過翅面積的一半，後翅的中央有三塊橙黃色斑。雌蝶前翅缺乏線狀性標，背面翅膀的橙黃色斑不明顯，僅剩中室有小黃斑。

## 生態習性
一年多世代，在臺灣全年可以看見成蝶，可能會發現成蟲棲息於河岸、溪流邊、水田旁、淡水性濕地所生長的草叢中，活潑敏捷地飛行，喜好訪花。

## 棲地分佈
在臺灣分布於臺灣本島平地到低海拔地區，金門地區也有分佈，除此之外，廣泛分佈在東洋區各地。

## 攝食食物
寄主植物：在臺灣發現小黃星弄蝶的寄主植物是禾本科的李氏禾為主。在香港及東南亞部分地區有依水稻為寄主植物的紀錄。 